# Хондиус, Йодокус
Йодокус Хондиус (лат. Jodocus Hondius, Judocus Hondius), или Йоссе де Хондт (нидерл. Josse de Hondt; 17 октября 1563 — 12 февраля 1612) — фламандский картограф и издатель атласов и карт.

## Жизнеописание
Хондиус родился в семье Оливье де Хондта и Петронеллы д’Хавертун в местечке Ваккен во Фландрии. Его семья переехала в Гент, и в возрасте восьми лет Йодокус был отдан в ученики граверу. В 1584 году он бежал в Лондон, спасаясь от бушевавшей в Нидерландах восьмидесятилетней войны.
В Лондоне он учился у Ричарда Хаклюйта и Эдварда Райта. Считается автором нескольких портретов Фрэнсиса Дрейка. В 1593 году перебрался в Амстердам, где стал специализироваться на производстве карт и глобусов. Два глобуса Хондия увековечены на полотнах Яна Вермеера «Астроном» и «Географ».
В 1600 году Хондиус изготовил небесный глобус с двенадцатью новыми созвездиями южного полушария, открытыми голландским штурманом Питером Дирксзуном Кейзером.
В 1604 году Хондиус купил печатные формы всемирного атласа Меркатора, популярность которого падала по сравнению с Theatrum Orbis Terrarum Абрахама Ортелия. Хондиус добавил к атласу около сорока собственных карт и опубликовал расширенное издание в 1606 году под авторством Меркатора, а себя указал в качестве издателя. Это атлас неоднократно переиздавался и сегодня известен как «Атлас Меркатора — Хондия».

## Семья

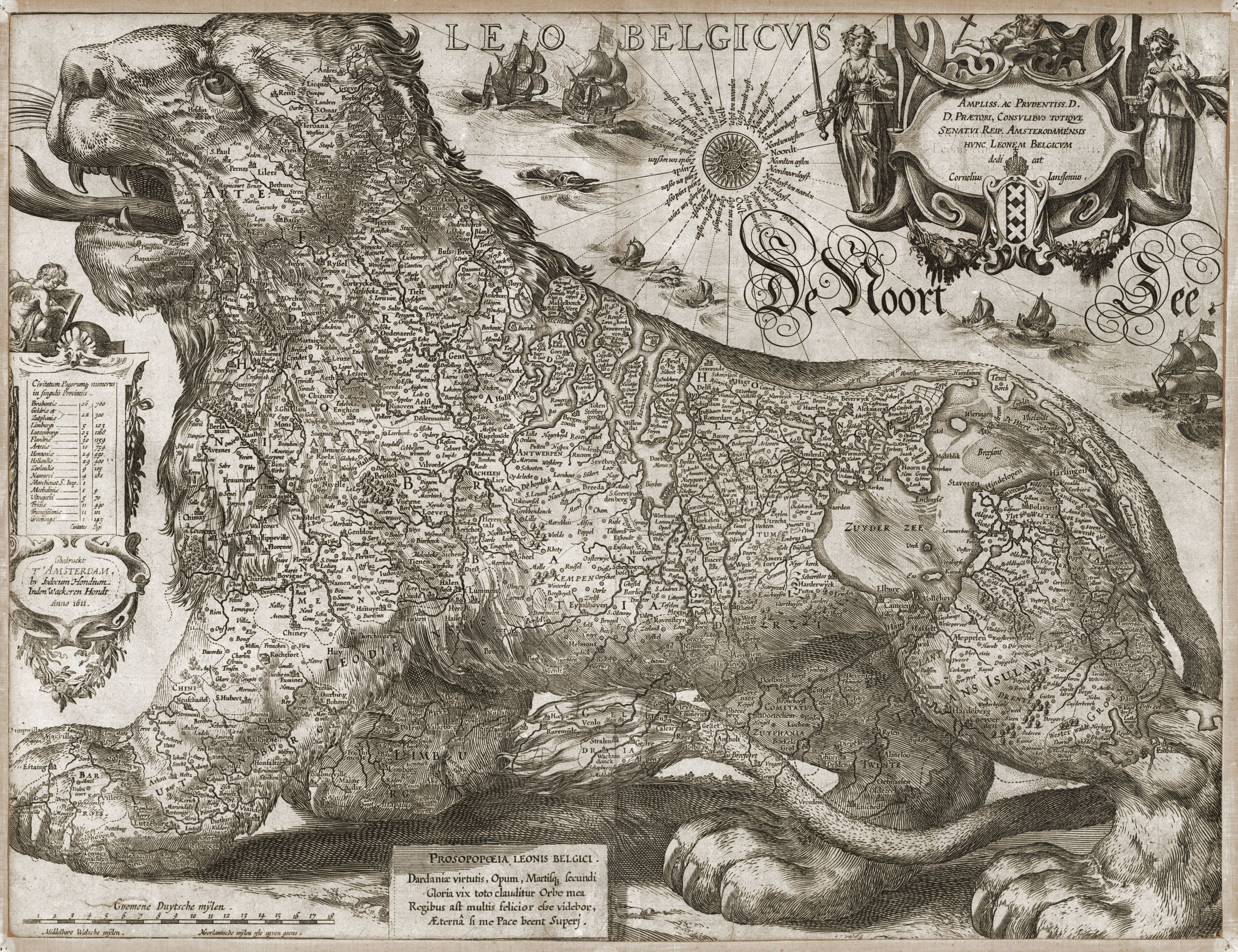
Leo Belgicus, карта Нидерландов Хондиуса, 1611

Незадолго до смерти Хондиуса, голландский издатель Клас Янсон Висхер женился на его дочери Элизабет. В 1612 году после его смерти руководство издательством перешло к его вдове и сыновьям. С 1633 года Янссон стал выступать в качестве делового партнера и издателя дальнейших публикаций атласа. Атлас переиздавался около пятидесяти раз и был переведён на многие европейские языки. В исламском мире атлас был частично переведён турецким ученым Кятибом Челеби.
В 1629 году печатные формы Йодокуса Хондиуса были куплены Виллемом Блау и составили основу его атласа.

## Киновоплощения
- В фильме «Морской ястреб» роль Йодокуса Хондиуса играет Алекс Крэйг.